# Medetera xanthotricha
Medetera xanthotricha är en tvåvingeart som beskrevs av Becker 1922. Medetera xanthotricha ingår i släktet Medetera och familjen styltflugor. Inga underarter finns listade i Catalogue of Life.